# Línea 14 (Movibus)
La línea 14 de la red de autobuses interurbanos de la Región de Murcia (Movibus) une Alcantarilla con Las Torres de Cotillas, Alguazas y Molina de Segura.

## Características
Fue puesta en servicio el 3 de diciembre de 2021, con la entrada en vigor de la primera fase de Movibus.
La línea mantiene los mismos horarios todo el año (exceptuando las vísperas de festivo y festivos de Navidad).
Pertenece a la concesión RMU-001 "Alcantarilla - Murcia", y hasta el 2 de diciembre de 2023 fue operada por ALSA (TUCARSA). Desde el 3 de diciembre de 2023, pasa a estar operada por Monbus.

## Horarios
| Lunes a viernes laborables | Lunes a viernes laborables | Sábados laborables    | Sábados laborables    | Domingos y festivos   | Domingos y festivos   |
| Alcantarilla > Molina      | Molina > Alcantarilla      | Alcantarilla > Molina | Molina > Alcantarilla | Alcantarilla > Molina | Molina > Alcantarilla |
| 07:15                      | 08:30                      | 08:30                 | 07:30                 | 10:15                 | 09:15                 |
| 09:30                      | 10:30                      | 10:30                 | 09:30                 | 12:15                 | 11:15                 |
| 11:30                      | 12:30                      | 12:30                 | 11:30                 | 14:15                 | 13:15                 |
| 13:30                      | 14:30                      | 14:30                 | 13:30                 | 16:15                 | 15:15                 |
| 15:30                      | 16:30                      | 17:30                 | 15:30                 | 18:15                 | 17:15                 |
| 17:30                      | 18:30                      | 21:30                 | 19:30                 | 20:15                 | 19:15                 |
| 19:30                      | 20:30                      |                       |                       | 22:15                 | 21:15                 |
| 21:30                      |                            |                       |                       |                       |                       |

## Recorrido y paradas

### Sentido Molina de Segura
| Parada                          | Común con           | Municipio              |
| ------------------------------- | ------------------- | ---------------------- |
| Hero                            | 13                  | Alcantarilla           |
| Iglesia San Pedro               | 11 13               | Alcantarilla           |
| Manila                          | 11 13               | Alcantarilla           |
| Alejo                           | 11                  | Alcantarilla           |
| Carides                         | 11                  | Alcantarilla           |
| Centro de Salud                 | 11                  | Alcantarilla           |
| Cruce Javalí Nuevo              | 11                  | Alcantarilla           |
| Gasolinera                      | 11                  | Alcantarilla           |
| Barrio Santa María              | 11                  | Alcantarilla           |
| Santa Bárbara                   |                     | Murcia                 |
| Avenida Media Legua             | 34                  | Las Torres de Cotillas |
| Parque de Las Palmeras          | 34                  | Las Torres de Cotillas |
| Intermaché                      | 34                  | Las Torres de Cotillas |
| Iglesia                         | 34                  | Las Torres de Cotillas |
| Calle Mula                      | 34                  | Las Torres de Cotillas |
| Gasolinera                      | 34                  | Las Torres de Cotillas |
| La Florida 2                    | 34                  | Las Torres de Cotillas |
| Plaza Doctor Sánchez Cañas II   | 31                  | Alguazas               |
| Marvimundo II                   | 31                  | Alguazas               |
| La Vía II                       | 31                  | Molina de Segura       |
| Casas Baratas II                | 31 36               | Molina de Segura       |
| Estación de Autobuses de Molina | 31 32A 32B 33 36    | Molina de Segura       |
| Ayuntamiento II                 | 31 32A 32B 33 36 38 | Molina de Segura       |

### Sentido Alcantarilla
| Parada                          | Común con        | Municipio              |
| ------------------------------- | ---------------- | ---------------------- |
| Ayuntamiento I                  | 31 32B 33 38     | Molina de Segura       |
| Estación de Autobuses de Molina | 31 32A 32B 33 36 | Molina de Segura       |
| Casas Baratas I                 | 31 36            | Molina de Segura       |
| La Vía I                        | 31               | Molina de Segura       |
| Marvimundo I                    | 31               | Alguazas               |
| Plaza Doctor Sánchez Cañas I    | 31               | Alguazas               |
| La Florida 2                    | 34               | Las Torres de Cotillas |
| Gasolinera                      | 34               | Las Torres de Cotillas |
| Calle Mula                      | 34               | Las Torres de Cotillas |
| Iglesia                         | 34               | Las Torres de Cotillas |
| Intermaché                      | 34               | Las Torres de Cotillas |
| Parque de Las Palmeras          | 34               | Las Torres de Cotillas |
| Avenida Media Legua             | 34               | Las Torres de Cotillas |
| Santa Bárbara                   |                  | Murcia                 |
| Barrio Santa María              | 11               | Alcantarilla           |
| Gasolinera                      | 11               | Alcantarilla           |
| Centro de Salud                 | 11               | Alcantarilla           |
| Carides                         | 11               | Alcantarilla           |
| Alejo                           | 11               | Alcantarilla           |
| Manila                          | 11 13            | Alcantarilla           |
| Iglesia San Pedro               | 11 13            | Alcantarilla           |
| Hero                            | 13               | Alcantarilla           |